# Білкова субодиниця
Білкова субодиниця в структурній біології — одинична (одноланцюжкова) білкова молекула, що разом з іншими білками збирається в мультимерний або олігомерний білок — білковий комплекс. Багато природних ферментів та інших білків багатомерні. Наприклад, олігомерними є гемоглобін, ДНК-полімерази, нуклеосоми, мультимерними є іонні канали, всі філаменти цитоскелету (мікротрубочки, мікрофіламенти та інші). Субодиниці таких білків можуть бути ідентичними, гомологічними або повністю різними та визначеними для різних завдань. У деяких білкових комплексах одна субодиниця може називатися «регуляторною», а інша «каталітичною». Фермент, складений з регуляторної та каталітичної субодиниць, як і фермент, складений з головної (апофермент) та допоможної (кофермент) субодиниць часто називається голоферментом. Одна субодиниця кодується одною поліпептидною молекулою, що кодується окремим геном, тобто білок має один ген на субодиницю або тип ідентичних субодиниць.
Субодиниці часто позначаються грецькими або римськими буквами, число субодиниць такого типу вказується у нижньому індексі. Наприклад, АТФ-синтаза має субодиниці типу α. В молекулі АТФ-синтази присутні три з них, та позначаються α3. Якщо присутні й інші субодиниці, вони також вказуються аналогічним чином, тобто α3β3-гексамер — позначення c-кільця АТФ-синтази.